# Салангана таїтянська
Саланга́на таїтянська (Aerodramus leucophaeus) — вид серпокрильцеподібних птахів родини серпокрильцевих (Apodidae). Ендемік Французької Полінезії. Раніше вважався конспецифічним з маркізькою саланганою.

## Опис
Довжина птаха становить 11 см. Верхня частина тіла темно-коричнева, нижня частина тіла сірувато-коричнева. крила відносно короткі, хвіст виїмчастий. Голосові сигнали таїтянських саланган нагадують сухе дзижчання комах, іноді можна почути високі трелі. Також ці птахи використовують низькі металеві клацаючі звуки для ехолокації в печерах.

## Поширення і екологія
Таїтянські салангани мешкають на островах Таїті і Муреа в групі островів Товариства. Раніше вони також зустрічалися на Хуахіне і Бора-Борі. Віддають перевагу вологим, кам'янистим і порослим лісом гірським долинам на великій висоті над рівнем моря. Живляться комахами, яких ловлять в польоті. Гніздяться в печерах, іноді також в тріщинах серед скель.

## Збереження
МСОП класифікує стан збереження цього виду як такий, що не потребує особливих заходів зі збереження. За оцінками дослідників, популяція таїтянських саланган становить менше 1000 птахів.